# Elefterios Manolios
Elefterios Manolios, né le 4 juin 1935 à Saint-Fons (Rhône) et mort le 1er mars 2009 à Chalon-sur-Saône, est un footballeur français. 
Au poste de gardien de but, Manolios dispute 261 matchs de première division du championnat de France en onze saisons à l'Olympique lyonnais, au FC Rouen et au FC Sochaux, avec lequel il s'incline en finale de la Coupe de France en 1967.

## Biographie

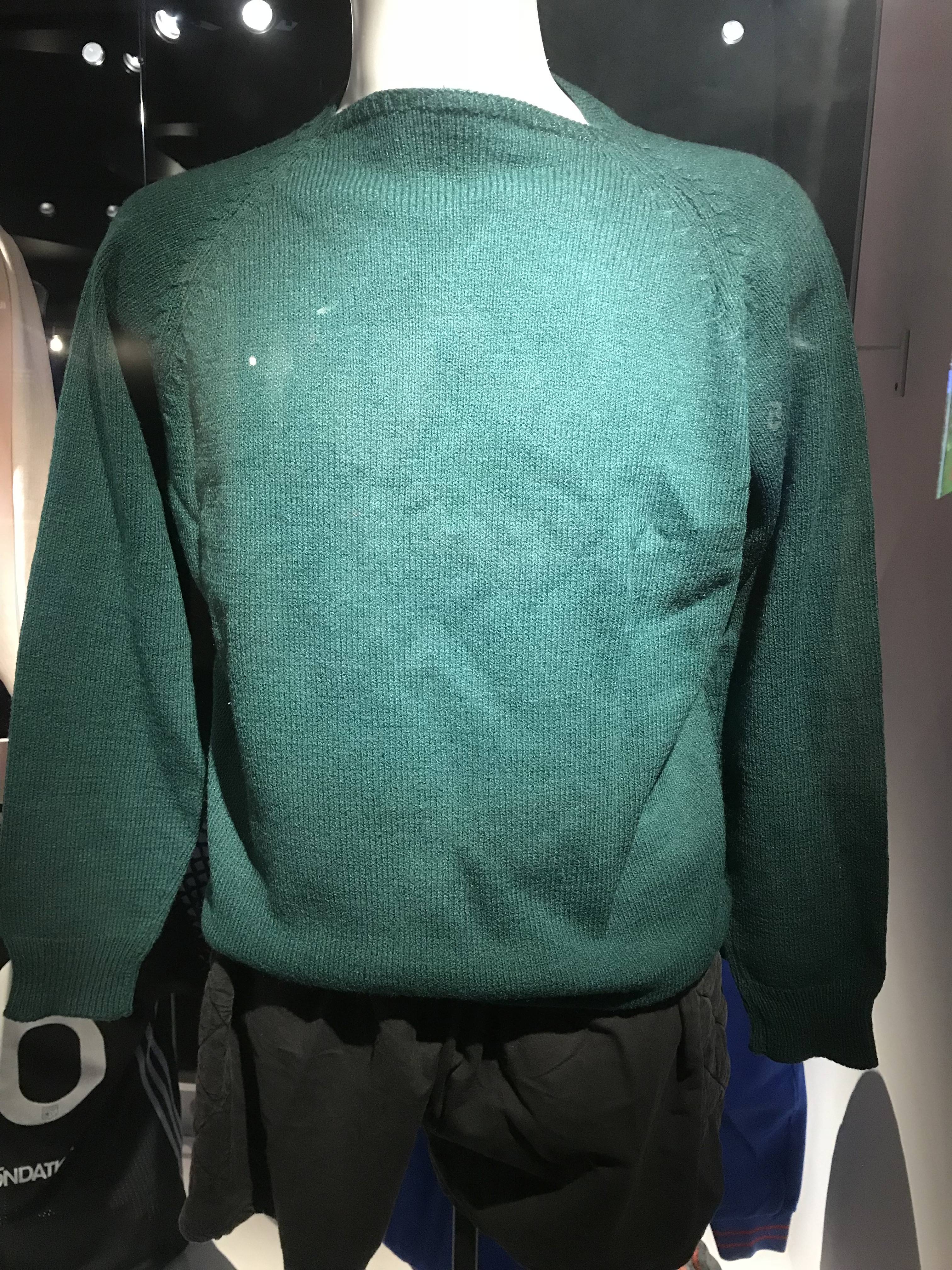
L'équipement gardien d'Elefterios Manolios lors de la saison 1958-59 (OL Le musée).